# 彼得·埃拉德法学院
彼得·埃拉德法学院（英語：Peter A. Allard School of Law）是英属哥伦比亚大学的法学院，设有三年制的法律博士及法学硕士、普通法硕士、博士等课程。埃拉德法学院的优势学科有商法、税法、环境法、原住民法和亚洲法研究。

## 知名校友

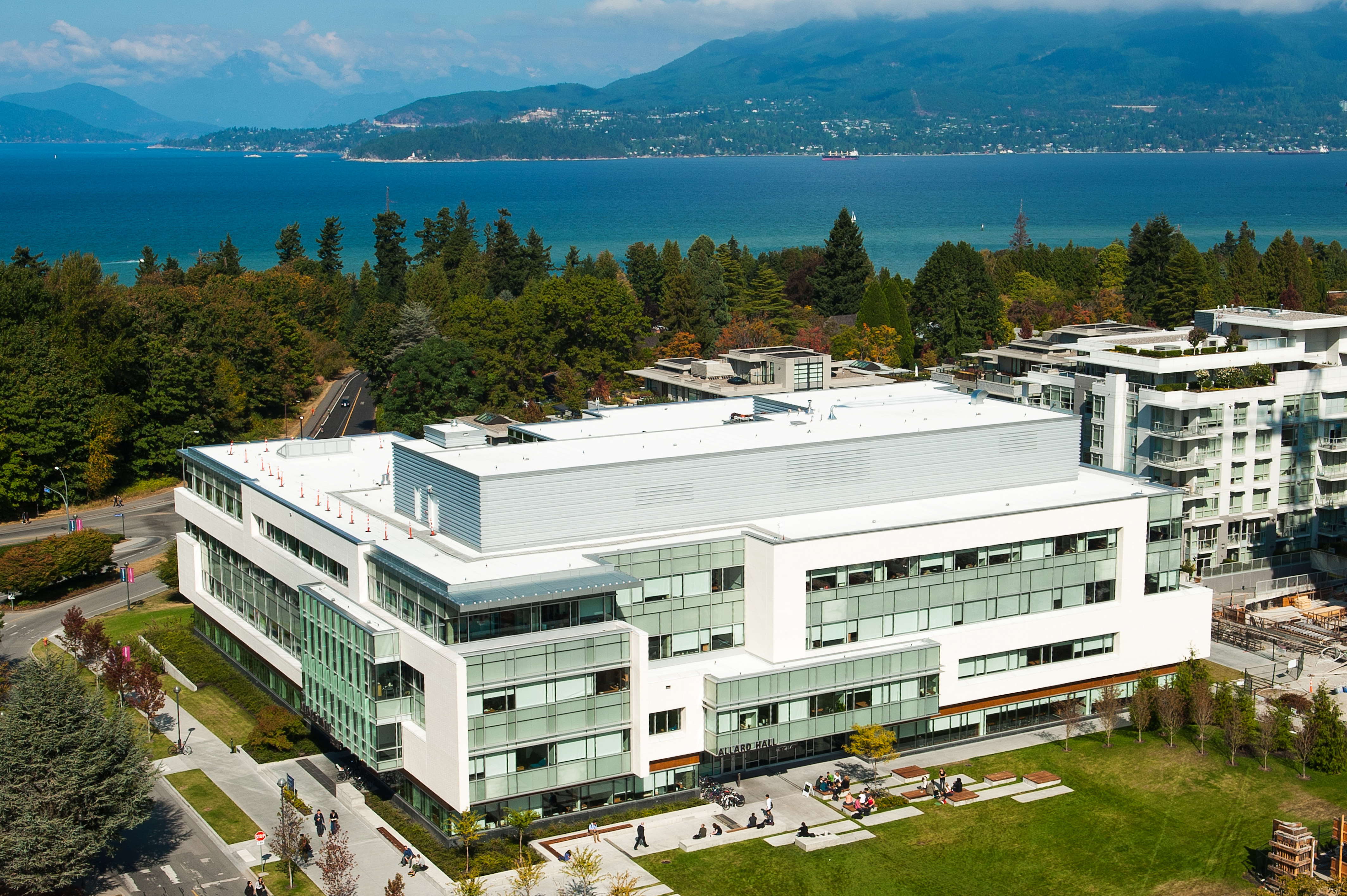
鸟瞰埃拉德大楼

- 韋廉斯